# Daniel Betts
Pour les articles homonymes, voir Betts.
Daniel Betts, né le 10 décembre 1971 à Cuckfield, Sussex de l'Ouest (Angleterre), est un acteur britannique.

## Biographie
Daniel Betts est né le 10 décembre 1971 à Cuckfield, Sussex de l'Ouest (Angleterre).
Il a étudié au Drama Centre London.

## Filmographie
Sauf indication contraire, les informations mentionnées dans cette section peuvent être confirmées par la base de données cinématographiques IMDb,  présente dans la section « Liens externes ».

### Cinéma

#### Longs métrages
- 1995 : Carrington de Christopher Hampton : Porter
- 1999 : Tom's Midnight Garden de Willard Carroll : Barty
- 2014 : Fury de David Ayer : Le maire
- 2016 : Alliés (Allied) de Robert Zemeckis : George Kavanagh
- 2017 : War Machine de David Michôd : Simon Ball
- 2017 : Instrument of War d'Adam Thomas Anderegg : Lawrence Packer
- 2019 : L'Art du mensonge (The Good Liar) de Bill Condon : Herr Schröder
- 2024 : Alien: Romulus de Fede Álvarez : Rook
- 2024 : Here de Robert Zemeckis : William Franklin
- 2024 : 5 septembre (September 5) de Tim Fehlbaum : Le directeur de la course de natation
- 2025 : Au rythme de Vera (Köln 75) d'Ido Fluk : Ronnie Scott

#### Courts métrages
- 2007 : Tug de David Andrew Ward : Cail
- 2009 : Hunger de Stephen Johnson : Saul
- 2018 : Gone de Laurence Akers : Dan
- 2024 : Nearly Never de Peter Franklyn Banks : Dr George

### Télévision

#### Séries télévisées
- 1995 : Performance : Prince John
- 1996 : Cadfael : Janyn
- 1998 : McCallum : Ben
- 1998 : Heat of the Sun : Vicomte Guy "Boy" Cameron
- 1998 : City Central : Sam Reeves
- 1998 / 2001 / 2008 / 2010 : The Bill : Colin Hatton / Ray Taylor / Lee Burchill / Robert Sutton
- 1999 : Inspecteur Frost (A Touch of Frost) : Mark Owens
- 1999 : Inspecteur Barnaby (Midsomer Murders) : Stefan Miller
- 1999 : Le Monde magique des Leprechauns (The Magical Legend of the Leprechauns) : Mickey Muldoon
- 1999 : Wonderful You : Rick
- 2003 : Trust : Nathaniel Matteo
- 2003 : Holby City : Luke Drury
- 2004 : William et Mary (William and Mary) : Damien Fisk
- 2004 : Making Waves : Lieutenant Commander Adams
- 2004 : Murder Prevention : Père Dominic
- 2005 : La Loi de Murphy (Murphy's Law) : Yorke-Pemberton
- 2006 : Ultimate Force : Slava
- 2007 : Affaires non classées (Silent Witness) : Seth Collins
- 2007 : The Time of Your Life : Mike
- 2009 : Londres, police judiciaire (Law and Order: UK) : Steve Sandbrook
- 2009 : Tueur d'État (The Fixer) : Philip Palmer
- 2009 : Criminal Justice : Le directeur de la prison
- 2014 : The Crimson Field : Jaco Tillens
- 2016 : Mr Selfridge : A.A. Milne
- 2016 : The Crown : Prince Ernst von Hannover
- 2019 : Temple : Bill
- 2019 : A Confession : Mike Veale
- 2020 : Sex Education : Sergent Morris
- 2020 : Atlantic Crossing : Harry Hopkins
- 2021 : The Girlfriend Experience : Rupert
- 2021 : Angela Black : Mike
- 2022 : Gentleman Jack : Hinscliffe
- 2022 : Chloé (Chloe) : Mark Peele
- 2022 : Destin : La Saga Winx (Fate: The Winx Saga) : Professeur Ben Harvey
- 2022 - 2023 : Emmerdale : Greg
- 2024 : The New Look : Trevor Hawthorne
- 2024 : After The Flood : DCI Roy
- 2025 : MobLand : Brendan Harrigan

#### Téléfilms
- 1996 : The Canterville Ghost de Syd Macartney : Francis, Duc de Cheshire
- 1997 : The Student Prince de Simon Curtis : North
- 1998 : Une balle en plein cœur (Shot Through the Heart) de David Attwood : Le soldat serbe
- 2003 : Henry VIII de Pete Travis : John Lascelles
- 2009 : Harcèlement (U Be Dead) de Jamie Payne : Mark Fenhalls
- 2017 : Against the Law de Fergus O'Brien : Rawlinson